# 富山市立五福小学校
富山市立五福小学校（とやましりつ ごふくしょうがっこう）は富山県富山市五福にある公立小学校。
戦国時代にこの地を治めていた神保長職が築城したとされる大峪城本丸跡に旧校舎があり、入口付近に「大峪城跡」の説明板が立てられている。

## 沿革
個別に出典が提示されていない箇所の出典→。
前史
- 1874年（明治7年）11月 - 金屋小学校が開校。
- 1875年（明治8年）5月 - 宮尾小学校の分校として五福小学校が開校。
- 1877年（明治10年）2月 - 五福分校を廃止、仁保小学校として独立。
- 1888年（明治21年）4月 - 仁保小学校を五福小学校と改称。

創立から終戦まで
- 1892年（明治25年）10月 - 五福、金屋両小学校が合併し、東呉羽尋常小学校として創立。
- 1910年（明治43年）12月 - 校舎新築落成。
- 1917年（大正6年）4月 - 高等科を設置し、東呉羽尋常高等小学校と改称。
- 1926年（大正15年）7月 - 東呉羽村が富山市へ編入し、富山市呉羽尋常小学校と改称。
- 1927年（昭和2年）3月 - 高等科廃止。
- 1941年（昭和16年）4月 - 富山市立呉羽国民学校と改称。
- 1942年（昭和17年）4月 - 高等科男子部を設置。
- 1945年（昭和20年）8月 - 富山大空襲により校舎が焼失。それに伴い、寺町の報告砂鉄に仮移転。

戦後
- 1946年（昭和21年）9月 - 富山市民病院前後の仮校舎に移転。
- 1947年（昭和22年）4月 - 富山市立呉羽小学校と改称。（なお、現在の富山市立呉羽小学校は、当時は婦負郡呉羽町立呉羽小学校だった。一時期、富山市と旧婦負郡呉羽町（呉羽山の東と西）に同じ呉羽小学校という名の学校が存在した。）
- 1948年（昭和23年）3月 - 高等科を廃止。同時に第1期校舎が落成し、大峪城跡（旧校舎所在地）[3]に移転。
- 1955年（昭和30年） - 校歌制定（作詞：荻原井泉水、作曲：團伊玖磨）[4]
- 1959年（昭和34年）2月 - 富山県立高志学園を特殊学級として併設。
- 1963年（昭和38年）10月 - 富山市立五福小学校と改称。
- 1969年（昭和44年）9月 - 校舎第一期工事着工（1970年（昭和45年）10月竣工）。
- 1972年（昭和47年）7月 - 校舎第二期工事着工（1973年（昭和48年）1月竣工）。
- 1973年（昭和48年）7月 - 校舎第三期工事着工。
- 1979年（昭和54年）7月18日 - プールが完成[5]。
- 1992年（平成4年） - 創立100周年。
- 2016年（平成28年）
  - 2月6日 - 旧校舎お別れ会[6]。
  - 3月末 - 現校舎（鉄筋コンクリート一部鉄骨鉄筋コンクリート3階建、床や壁、窓枠などに県産木材を使用）が完成[7]。
  - 4月5日 - 旧校舎から500m離れた 旧富山市民病院五福分院跡地に現校舎に移転し、始業式を挙行[7][3]。

## 通学区域
金屋1区～4区、五福1区～6区、五福8区～10 区、五福新町、五福末広町、下野新、寺町1区～4区、寺町6区、寺町けや木台、鵯島1区～3区、ひよどり南台、文京町一丁目～三丁目

## 進学先
- 富山市立西部中学校

## 周辺
- 富山大学五福キャンパス
- 富山県道59号富山庄川線